# Lilla Kåikulträsket
Lilla Kåikulträsket är en sjö i Jokkmokks kommun i Lappland och ingår i Luleälvens huvudavrinningsområde. Lilla Kåikulträsket ligger i Görjeån Natura 2000-område.